# حنادر
إن الطحالب السوطية (بالإنجليزية: Euglenozoa) عبارة عن مجموعة ضخمة من الأوالي السوطية. وهي تشمل مجموعة متنوعة من الأنواع الشائعة مستقلة المعيشة، فضلاً عن الطفيليات قليلة الأهمية، وبعضها يصيب البشر بالأمراض. وتنقسم هذه الطحالب إلى مجموعتين فرعيتين الأوغليندا (euglenid) وذوات منشأ الحركة. إن الطحالب السوطية وحيدة الخلية، حيث يصل معظمها في الحجم إلى حوالي 15-40 ميكرومتر على الرغم من أن بعض الأوغليندا تنمو حتى يصل طولها إلى 500 ميكرومتر.

## التكوين
تحتوي معظم الطحالب السوطية على اثنين من السوطيات التي يتم إدراجها موازية لبعضها في جيب القمي أو تحت القمي. يمتلك هذا النوع من الطحالب مثغر أو فمًا ليساعده في ابتلاع البكتيريا أو الكائنات الحية الصغيرة الأخرى. ويؤيد ذلك واحدة من ثلاث مجموعات من الأنابيب الدقيقة التي تنشأ عن قواعد سوطية؛ أما الآخران فيدعمان السطوح الظهرية والبطنية للخلية.
تتغذى بعض الطحالب السوطية عن طريق الامتصاص، والعديد من الأوغليندا تمتلك صانعات يخضورية وبذلك تستطيع الحصول على الطاقة من خلال التمثيل الضوئي. وتُحاط هذه الصانعات اليخضورية بثلاثة أغشية وتحتوي على الكلوروفيل A وC،جنبًا إلى جنب مع أصباغٍ أخرى،  وربما تستمد ذلك من قابضة على الطحالب الخضراء. يحدث التكاثر حصريًا عن طريق انقسام الخلايا. أما خلال عملية الانقسام الفتيلي، فإن الغشاء النووي يظل سليمًا، والأنابيب الدقيقة الشوكية تتكون في داخله.
وتتميز المجموعة بالتركيب الدقيق للسوط. بالإضافة إلى الدعم العادي للأنابيب الدقيقة أو الخيط المحوري، كلاهما يحتوى على قضبان (تُسمى paraxonemal)، الذي يحتوي على هيكل أنبوبى في السوط الواحدة مشبك في بنية أخرى. على هذا الأساس تم إدراج مجموعتين أصغر هنا: diplonemid وPostgaardi.

## التصنيف
وقد تم قبول الطحالب السوطية بوجهٍ عام على أنها أحادية النمط الخلوي. وهي على صلة ب بيركولوزوا؛ حيث يتشارك الاثنان في ميتوكوندريا على شكل عرف، وهذا يحدث فقط في مجموعات قليلة أخرى.
وعلى الأرجح فإن الاثنين ينضمان إلى مجموعةٍ أكبر من حقيقيات النوى تُسمى لجفاوات. هذه المجموعة أصبحت موضعًا للتحدي.